# Калиммантиум
Калиммантиум (лат. Calymmanthium) — монотипный род суккулентных растений семейства Кактусовые (Cactaceae), произрастающий на территории Перу. На 2023 год, включает один вид — Calymmanthium substerile. Растет в основном в сезонно засушливом тропическом биоме.

## Название
Латинское родовое название Calymmanthium происходит от др.-греч. κάλυμμα, (kálumma) — «покрытие» или «верх» и др.-греч. ἄνθος, (ánthos) — «цветок».

## Описание
Calymmanthium substerile — кустовидный кактус, достигающий в природе до 8 м в высоту и до 8 см в диаметре. Количество ребер от 3 до 5. Ареолы плодоносные, белые и плотные, имеют радиальные колючки от 3 до 8, лучевидные, длиной до 1 см. Центральные колючки беловатые, от 1 до 6, длиной 1-5 см. Цветки белые, до 11 см в длину.

## Таксономия
Calymmanthium F.Ritter, первое упоминание в Kakteen And. Sukk. 13: 25 (1962).

### Синонимы
Гетеротипные (основанные на разных номенклатурных типах):
- Diploperianthium F.Ritter

### Виды
По данным сайта Plants of the World Online на 2023 год, род включает один подтвержденный вид:
- Calymmanthium substerile F.Ritter

#### Синонимы (вида)
Гетеротипные (основанные на разных номенклатурных типах):
- Calymmanthium fertile F.Ritter
- Calymmanthium substerile subsp. fertile (F.Ritter) Guiggi

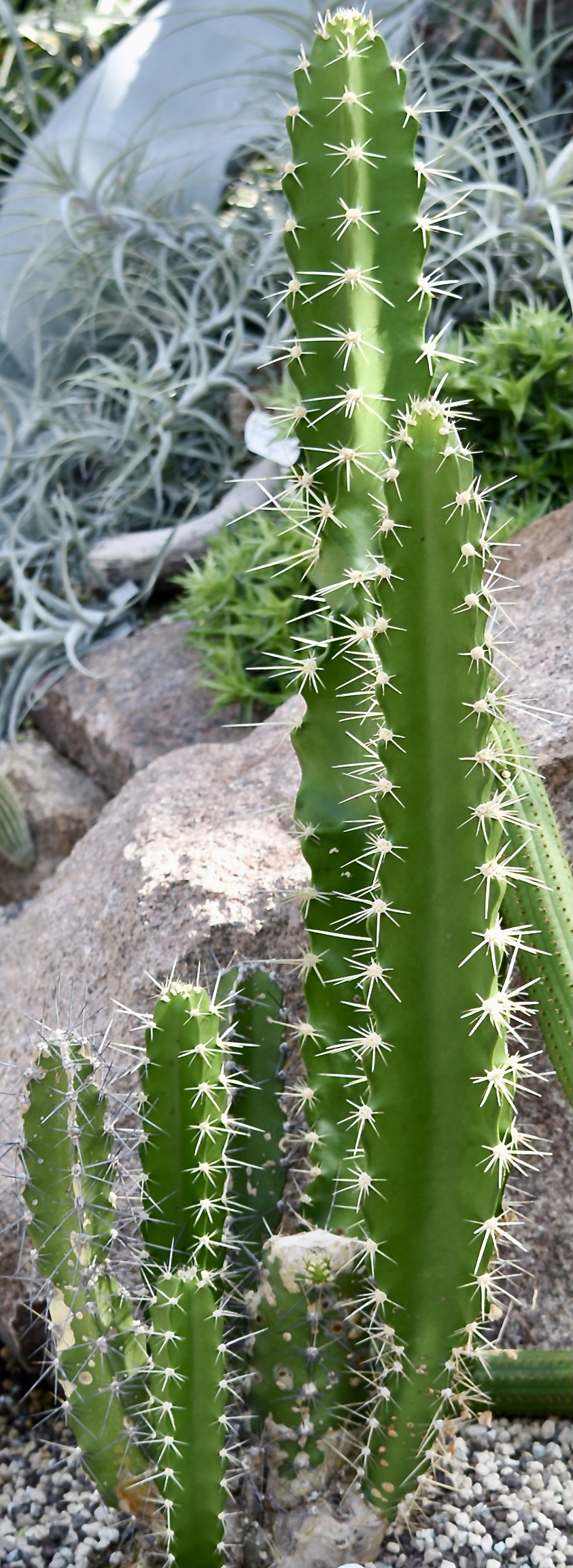
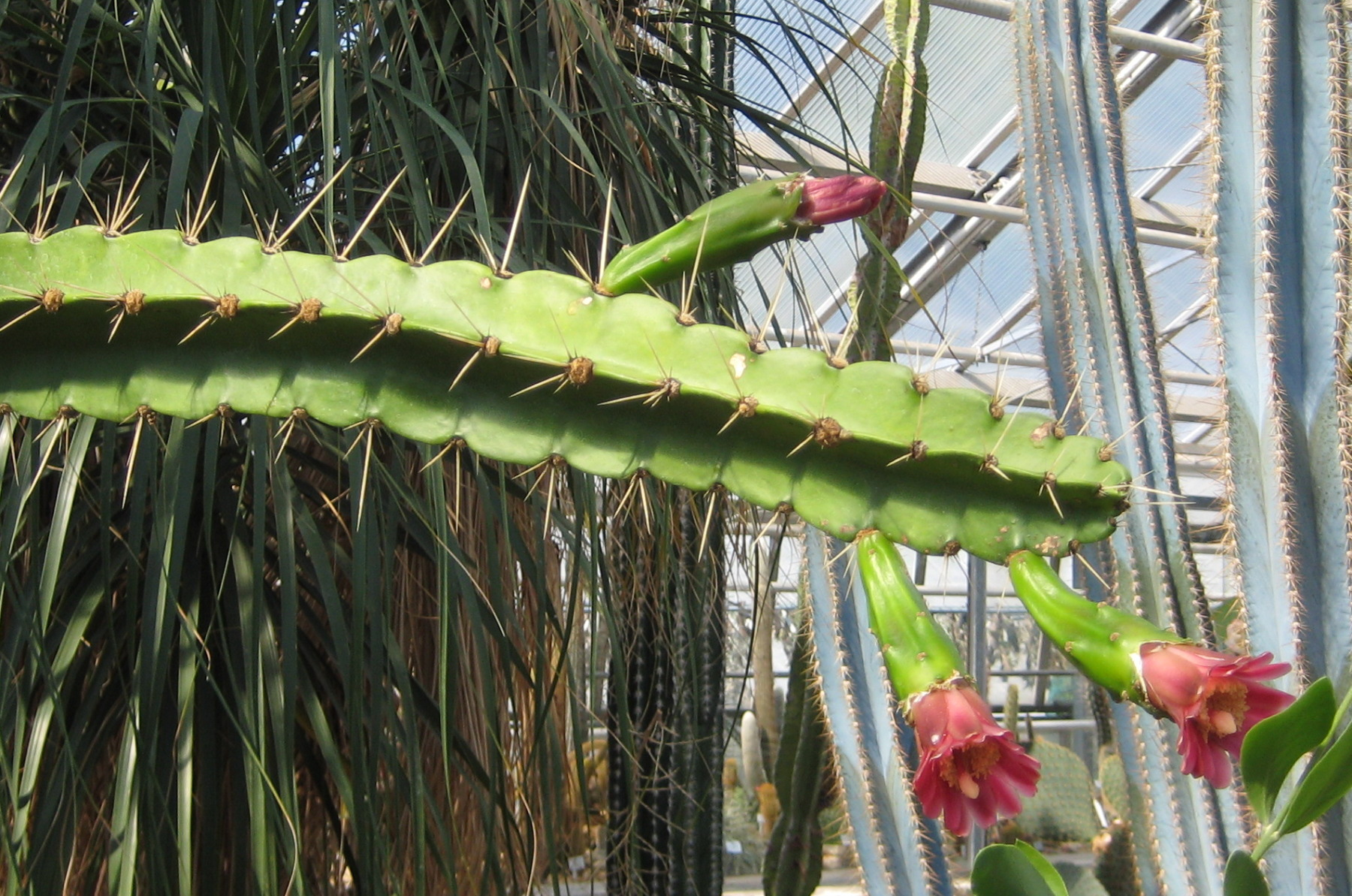